# Ionești (okręg Braszów)
Ionești (węg. Homoródjánosfalva) – wieś w Rumunii, w okręgu Braszów, w gminie Cața. W 2011 roku liczyła 140 mieszkańców.